# Hypercompe permaculata
Hypercompe permaculata är en fjärilsart som beskrevs av Alpheus Spring Packard 1872. Hypercompe permaculata ingår i släktet Hypercompe och familjen björnspinnare. Inga underarter finns listade i Catalogue of Life.